# Ulf Spendrup
Ulf Erik Spendrup, född 1 mars 1946 i Motala, är en svensk företagsledare, tidigare vice vd i Spendrups Bryggeri AB 1970–2017.
Ulf Spendrup är son till Else (1915-2007) och Jens Fredrik Spendrup (1916-1976). Han är bror till Mette och Jens Spendrup. Han är gift med Viveca Hammarskiöld Spendrup och far till tre barn: Sara Dyer Spendrup (född 1974), Axel Hammarskiöld Spendrup (född 1989) och Hedda Hammarskiöld Spendrup (född 1994). Barn i tidigare äktenskap med Ylva Nätterkvist: Sara Spendrup (född 1974) och Jon Spendrup (1976-2011).
Spendrup blev civilekonom vid Lunds universitet 1969. 
Han sitter i styrelsen för Spendrup Holding AB och Spendrup Invest AB. Han var ordförande för BRIS 2013-2017.).
År 2011 mottog Ulf Spendrup Kungliga Patriotiska Sällskapets Näringslivsmedalj för framgångsrikt entreprenörskap, som bidragit till svenskt näringslivs utveckling.